# Кубанские новости
Кубанские новости — ежедневная газета, официальный печатный орган администрации Краснодарского края.
Газета основана 5 января 1991 года. Выходит четыре раза в неделю. Первый главный редактор — Пётр Придиус.
Учредители газеты — администрация Краснодарского края и Газетно-информационный комплекс ООО «Кубанские новости» (с 1998 по 2013 годы Государственное унитарное предприятие Краснодарского края Газетно-информационный комплекс «Кубанские новости»).
Главный редактор газеты с февраля 2017 года — Евгений Хомутов.

## Тематика
«Кубанские новости» — единственная официальная краевая ежедневная газета, учредителем которой является администрация Краснодарского края. Только после публикации в этой газете официальные документы администрации и Законодательного собрания края вступают в силу.
На страницах газеты публикуются новости социально-экономической, политической и культурной жизни края, аналитические материалы, репортажи и фотосессии с инвестиционных площадок. На страницах издания поднимаются важные для жителей края проблемы, достоверно освещаются самые значительные и интересные события. Такие целевые полосы и рубрики, как «Время. События. Люди», «Парламентская среда», «Человек и общество», «Проблемы и перспективы», «Спецвыпуск», «Инновационные проекты», «Автоклуб», «Твоя земля» и многие другие давно уже завоевали внимание читательской аудитории. Не стали исключением и дополнительные приложения и вкладки, такие как «Абитуриент» и «Казачий вестник». По результатам социологического исследования, проведенного кафедрой социологии Кубанского государственного университета, более двух третей читателей «Кубанских новостей» относятся к социально активной возрастной группе. Газету внимательно читают руководители предприятий и организаций, предприниматели и бизнесмены. На последней странице — анекдоты, сканворд, судоку, гороскоп, викторина.
Распространяется по подписке и в розницу по всему Краснодарскому краю и Республике Адыгея.

## История

### Предшественники
Первым печатным органом властей Кубани была газета «Кубанские областные ведомости». Издавалась она в Екатеринодаре в период с 1863 по 1917 годы.
В советское время официальным органом печати в регионе были газеты «Прикубанская правда», первый номер которой вышел 5 мая 1917 года. С 1920 года издается «Красное знамя», с 1937-го — «Большевик», с 1944 по август 1991 годы — «Советская Кубань».
«Советская Кубань» после августовского путча перестала быть партийным изданием, сменила название на «Вольную Кубань». С 1991 года официальным органом губернатора Краснодарского края в 1991-1992 годы была вновь открытая газета «Кубанский курьер». Созданная с нуля 5 января 1991 года газета «Кубанские новости» была органом Краснодарского краевого Совета народных депутатов, председателем которого в 1990-1991 годы был видный политический деятель Н. И. Кондратенко.

### Название
По воспоминанию П. Придиуса, создание газеты явилось сюрпризом. В Краснодарском крае до 1990 года выходила всего одна региональная газета с большим тиражом — «Советская Кубань». Формально она считалась органом крайкома и крайсовета, но фактически традиционно принадлежала крайкому. В эту пору был реанимирован старый лозунг «Вся власть — Советам!» У краевого Совета народных депутатов Кубани возникла острая необходимость создать свою газету. П. Придиус в то время являлся депутатом крайсовета.

И вот однажды приглашает меня к себе Николай Игнатович Кондратенко (мы давно знали друг друга, были на «ты») и говорит:
— У тебя, Петро, большой журналистский опыт, ты хорошо знаешь пишущую братию, помоги мне: придумай название новой газете и подбери кандидатов на пост редактора. Нам нужна своя газета, понимаешь?
Чего же там было не понимать! Я, что называется, постарался: составил сначала список названий, их набралось десятка три, в том числе и дореволюционные — и «Кубанские ведомости», и «Кубанский курьер», и «Вольная Кубань» (издавалась такая газета при Деникине), и «Кубанский край», но вот чего не было в том списке, так это «Кубанских новостей».
Передал я эти списки председателю крайсовета и как гора с плеч. Дня через три иду утром на работу: октябрь, сухо, тепло, начинается листопад, на душе легко, никакого предчувствия беды. Переступил порог кабинета — звонок: «Вас приглашает Николай Игнатович!» Захожу к нему, они вдвоем, он и его зам. Поздоровался, присел к столу, молчат. Переглядываются меж собой, на меня посматривают, в глазах обоих что-то затаилось, но молчат. Потом Кондратенко и говорит:
— Хороших ты кандидатов подобрал в редакторы, но одного, девятнадцатого, забыл.
— Кого ж это? — полюбопытствовал я.
— Себя, Придиуса.
Я чуть не онемел.
(Интервью с Петром Придиусом «Десять лет — как один день»).

### Первый номер
Первый номер «Кубанских новостей» вышел 5 января 1991 года, стоила газета тогда 7 копеек. Редакция располагалась в здании Крайисполкома (ул. Красная, 35) и занимала шесть кабинетов на трех первых этажах. Печаталась в типографии издательства «Советская Кубань» Краснодарского крайкома КПСС. Потом новое редакция переехала в особняк на ул. Рашпилевской, 323, где в советское время находился крайком.
Номер вышел на четырех полосах формата А2. Черно-белый снимок на передовице — фото депутата СССР от Кубани Александра Караулова с женой и сынишкой. В первом выпуске было большое интервью с председателем Краснодарского краевого Совета народных депутатов Н. И. Кондратенко «В одиночку — пропадем, выплывем только вместе», социологический очерк, поздравление с Рождеством архиепископа Краснодарского и Кубанского Исидора и размышления о казачьих корнях директора историко-краеведческого музей станицы Отрадненской С. Филиппова. Нашлось место на последней странице для кроссворда, карикатур, телепрограммы (благо, что было тогда всего два канала), а также рубрики сатиры и юмора «Оса», литератор Л. И. Новосельская опубликовала забавный монолог «...И я тут не выдержал».
Создавали первый номер журналисты Николай Рыжков и Олег Бершадский, который выступил и в роли ответственного секретаря, и технолога. Завхозом из крайсовета прислали своего инструктора Владимира Войтенко. На работу тогда устроились корректором Наталья Потапова, а машинисткой — Соня Барчо. Ответсек на свой страх и риск полулегально набирал, верстал «Кубанские новости» в недрах типографии «Советская Кубань», а в ночь под 5 января и отпечатал. Официальная газета была какое-то время на нелегальном положении. Несмотря на сложности, все 3.000 тиража первого номера были проданы в киосках за полдня.
Читатели бысто вошли во вкус. На 2-е полугодие оформили подписку 36 тысяч человек. И с каждым полугодием тираж «Кубанских новостей» рос, как опара на дрожжах: 75 тысяч, 105, 140 и, наконец, пик — 170 тысяч

### Руководство
П. Придиуса на посту редактора газеты сменил Е. Филимонов (1960 года рождения), выпускник  Усть-Каменогорский строительно-дорожного института и Академического правового университета при Институте государства и права РАН. До назначения в «Кубанские новости» («КН») ему довелось поработать монтажником, экономистом, инструктором райкома партии, первым секретарем горкома комсомола, председателем комиссии по делам молодежи Усть-Каменогорского Совета народных депутатов, главным редактором газеты в Анапе «С легкой руки» и гендиректором издательского дома «Причерноморье».
В 2004 году Е. Филимонов был назначен руководителем департамента по делам СМИ и средств массовых коммуникаций в администрации Краснодарского края. А позже он работал руководителем медиахолдинга, состоящего из нескольких самостоятельных предприятий в Анапе, Новороссийске и Темрюке.
В 2004-м без малого год «Кубанские новости» возглавлял В. Смеюха (1949 года рождения). С 1983 по 1987 год он возглавлял сектор печати, радио и телевидения отдела пропаганды и агитации Краснодарского крайкома КПСС. Он был создателем и первым главным редактором городской газеты «Краснодарские известия», где проработал 14 лет.
Из газеты он перешел на пост руководителя департамента по делам СМИ, печати, телерадиовещания и средств массовых коммуникаций Краснодарского края, где проработал до 2007 года. Затем он занимал должность директора телерадиокомпания «НТК».
Вот как описывает те события В. Смеюха:

Разумеется, «Краснодарские известия», которые я и создавал. В 1990 году вышел первый номер, я стоял на улице Красной, возле нынешнего Россельхозбанка у газетного киоска, и смотрел, как покупают первый номер нашей газеты. А покинул я это издание внезапно. Мне позвонил вице-губернатор Мурат Ахеджак и прямо спросил, кто по моему мнению должен возглавить «Кубанские новости»? Я, разумеется, замешкался. Тогда Мурат Казбекович назвал мою фамилию. То же самое было и во время моего перехода в департамент. С Муратом Казбековичем скучать не приходилось, такой уж у него был стиль работы. Он снова позвонил мне и сказал: «Ты больше не работаешь в газете «Кубанские новости». И добавил, что будет обо мне лучшего мнения, если я быстро найду себе замену. Я порекомендовал на свое место в «Кубанских новостях» Евгения Хомутова, а сам перешел на работу в краевую администрацию.
(Вячеслав Смеюха: «Журналисты не должны быть «застегнутыми»)

2004 — 2011 редактором «Кубанских новостей» был Е. Хомутов, на то время самый молодой редактор региональных СМИ.
С января 2011 — 2015 годах газету вновь возглавлял В. Смеюха. В 2012 — 2015 годах он, будучи редактором «КН», являлся еще и председателем краевого отделения Союза журналистов России.
В 2013 году газета сменила форму собственности. Если раньше с 1998 года полное название звучало так:Государственное унитарное предприятие Краснодарского края Газетно-информационный комплекс «Кубанские новости», то с этого времени — Газетно-информационный комплекс ООО «Кубанские новости». С 2013 года главный редактор стал совмещать еще и функции генерального директора.
Новым главным редактором краевой газеты в 2015 — 2017 гг. была Е. Золотова, которая занимала должность заместителя руководителя департамента печати и средств массовых коммуникаций Краснодарского края. После Кубанских новостей Е. Золотова была назначена гендиректором муниципальной телерадиокомпании «Краснодар». Сама себя она называет «универсальным солдатом» – это определение дано в ее биографии на сайте издания. Читательской аудитории и коллегам по цеху она запомнилась неординарным подходом к созданию официальной газеты администрации Краснодарского края.
В феврале 2017 года редактором «КН» вновь стал Е. Хомутов, который занимает эту должность по настоящее время. На момент назначения ему исполнилось 43 года, в ростовских и краснодарских СМИ он работает с 1993 года. До этого времени он работал креативным редактором издательского дома «Околица».

«Значительная часть населения нашей страны и Кубани до сих пор читает газеты, до сих пор охотно общается с редакцией, пишет письма, где благодарит за статьи, за новости. Мы с удовольствием будем работать с этой частью аудитории, не забывая о развитии цифровых медиа».
(Е. Хомутов)

### Резонансы
21 ноября 1993 года около полудня в Краснодаре прогремел взрыв в здании по адресу ул. Рашпилевская (Шаумяна), 323, где размещались газеты «Кубанские новости» и «Кубанский курьер». Погибла девушка-корректор, тяжелую контузию получила другая. Причину взрыва выяснить так и не удалось
В 1996 году в «Кубанские новости» устраивается внештатным корреспондентом ребенок-вундеркинд, 14-летняя Аня Мамаенко. Здесь она проработала до 2000 года.
1 апреля 2001 года пятничный номер «Кубанских новостей» вышел с необычной обложкой. Первоапрельский коллаж губернатора А. Ткачева, жмущего руку Фиделю Кастро был столь убедительным, что некоторые солидные издания приняли его всерьез.
В октябре 2004 года в аэропорту Краснодара была задержана журналистка газеты «Кубанские новости» Г. Симкина, которую оперативники приняли за террористку-смертницу. 44-летняя женщина находилась под прицелом снайперов, взрывного устройства не нашли, но все равно 8 часов держали в изоляции и после разбирательств отпустили. Как потом призналась журналистка, она планировала «проверить бдительность милиции».
В декабре 2013 года журналисту «Кубанских новостей» И. Прытыке удалось задать вопрос президенту РФ В. Путину на ежегодной пресс-конференции в Москве. В таком мероприятии он участвовал впервые. Внимание главы государства привлек огромный связанный самими журналистами шарф с логотипом издания.
В марте 2016 года заголовок, появившийся в «Кубанских новостях», обсуждала российская блогосфера. Фотографией газеты поделился на своей странице в Facebook известный российский журналист Олег Кашин.
В июне 2018 года журналистка «Кубанских новостей» призвала к ответу испанского обозревателя за критику Краснодара. Корреспондент El Confidencial Альфредо Паскуаль приехал в Краснодар, чтобы освещать матчи испанской сборной на Чемпионате мира – команда с пиренейского полуострова выбрала этот город в качестве своей базы на время турнира. В El Confidencial вышла его статья о Краснодаре, в которой Паскуаль подверг город субъективной критике.

## Достижения
«Кубанские новости» неоднократно становилась лауреатом фестиваля, который проводит СЖР «Вся Россия» в 2015, 2017, 2018 годах. В 2003 и 2005 годах журналист газеты Л. Ф. Решетняк и главный редактор становились лауреатами престижного Всероссийского конкурса «Золотой гонг» в номинации «За профессиональную и этичную подачу рекламы».
Газета отмечена Знаком отличия XV Юбилейной международной профессиональной выставки «ПРЕССА-2008» — «Золотой фонд прессы».
На протяжении нескольких лет (2016-2018 годы) самой тиражной в Краснодарском крае остается не федеральная, а именно региональная газета — «Кубанские новости» — с тиражом свыше 50 тысяч экземпляров.

## Главные редакторы
- Придиус, Пётр Ефимович (16 ноября 1991 — 31 июля 2001)
- Беспалая, Валентина Михайловна (исполняла обязанности редактора 1 августа 2001 — 19 июня 2002)
- Филимонов, Евгений Антонович (20 июня 2002 — 14 апреля 2004)
- Смеюха, Вячеслав Сергеевич (16 апреля 2004 — 16 декабря 2004)
- Хомутов, Евгений Владимирович (27 декабря 2004 — 24 января 2011)
- Смеюха, Вячеслав Сергеевич (25 января 2011 — 13 января 2015)
- Золотова, Елена Александровна (14 января 2015 — 14 февраля 2017)
- Хомутов, Евгений Владимирович (с 15 февраля 2017 по н. в.)

## Кадры и авторы
С 2016 года известный российский писатель Виктор Лихоносов работает заместителем редактора газеты «Кубанские новости». До этого он 18 лет возглавлял журнал «Родная Кубань», учредителем которого явились администрация Краснодарского края и ООО «Газетно-информационный комплекс „Кубанские новости“».
В разные годы постоянными авторами «Кубанских новостей» были видные деятели культуры: Виктор Захарченко, Гарий Немченко, Владимир Архипов, Анна Мамаенко, Иван Варавва, Николай Зиновьев, Анатолий Знаменский, Кронид Обойщиков, Григорий Пономаренко и другие.
На страницах «Кубанских новостей» Виктор Захарченко опубликовал серию статей-раздумий «Слово о хоре и не только о нем», которые впоследствии составили одноименную книгу.
Работа в газете для одних стала стимулом к карьерному росту, а для других — своеобразным трамплином к высоким достижениям, не всегда напрямую связанным с печатной журналистикой.
Ответственный секретарь «Кубанских новостей» Александр Казанцев возглавил муниципальный еженедельник «Краснодар» (2002 — 2006 гг.). Работавшая в газете Татиана Роенко — член Союза художников России, ее картины неоднократно выставлялись в Европе и Америке. Начинавшая корректором в «Кубанских новостях» Мария Соловьева стала первой ведущей радио «Маяк Надежды» (позже «Маяк Кубани», а с 2005 года — «Первое радио Кубани»), которая вышла в эфир в феврале 1999 года.
Работавшая репортером в 2000-х годах в «Кубанских новостях» Татьяна Коган (Киреева) сейчас проживает в Торонто и является автором более 20 книг, написанных в детективном жанре («Будда слушает», «Персональный апокалипсис» и др.). Экс-сотрудник газеты Маргарита Епатко (сейчас находится в Черногории) специализируется на фэнтези, из-под ее пера вышли книги «Сын ведьмы», «Путь Грома» и др. Обозревателем в газете работает автор искусственного языка Арахау Иван Карасев.